# Bag Kameraet På Hotel Pandemonium
Bag Kameraet På Hotel Pandemonium er en dokumentarfilm instrueret af Martin Barnewitz og Ann Duroj.